# ناحیه گارفیلد، شهرستان پولک، مینه سوتا
ناحیه گارفیلد (به انگلیسی: Garfield Township) یک منطقهٔ مسکونی در ایالات متحده آمریکا است که در شهرستان پولک، مینه‌سوتا واقع شده‌است.
 ناحیه گارفیلد ۸۷٫۷ کیلومتر مربع مساحت و ۳۹۱ نفر جمعیت دارد و ۳۴۸ متر بالاتر از سطح دریا واقع شده‌است.